# Trioxys quercicola
Trioxys quercicola är en stekelart som beskrevs av Jaroslav Stary 1969. Trioxys quercicola ingår i släktet Trioxys och familjen bracksteklar. Inga underarter finns listade i Catalogue of Life.